# 夏普峰

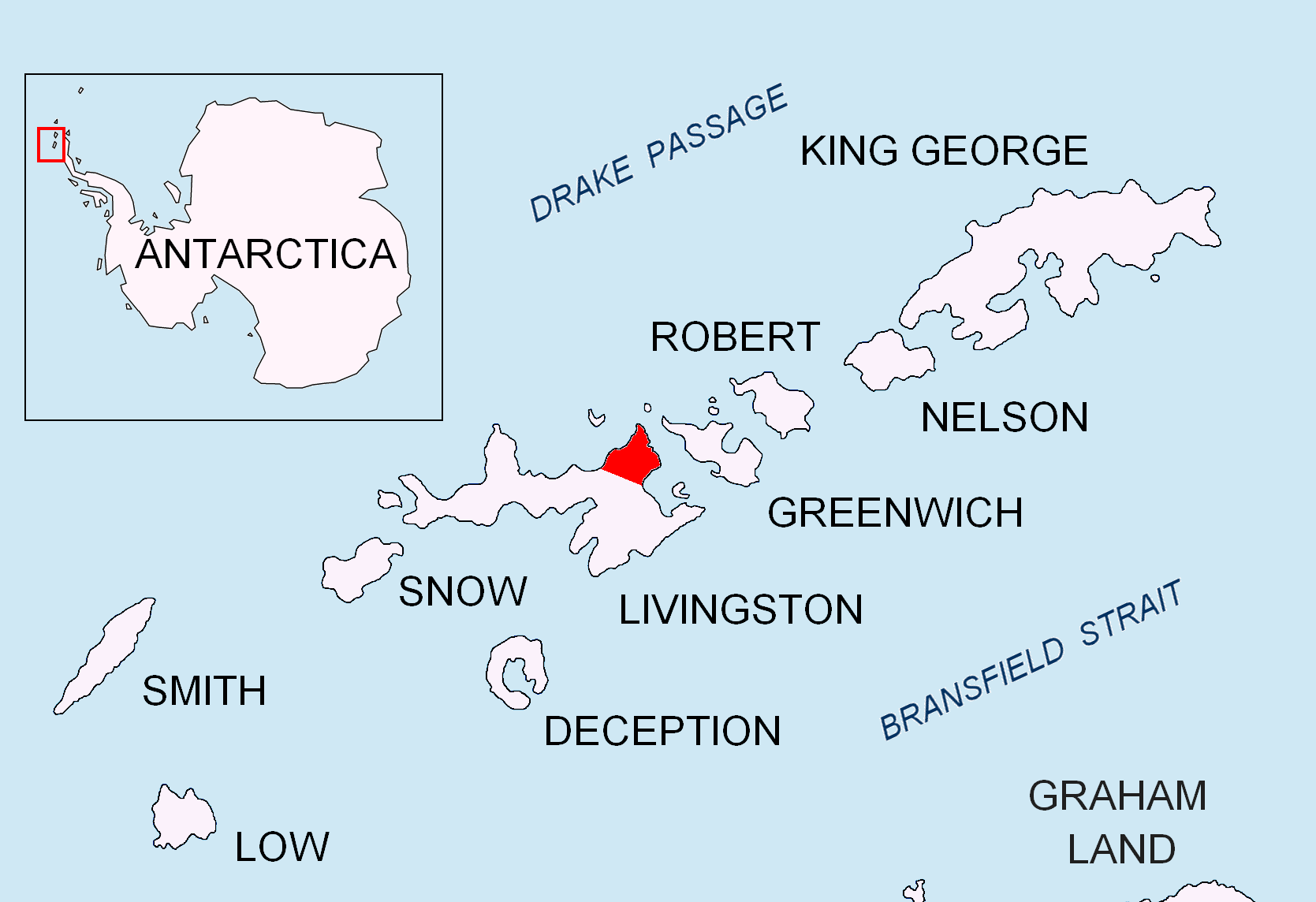

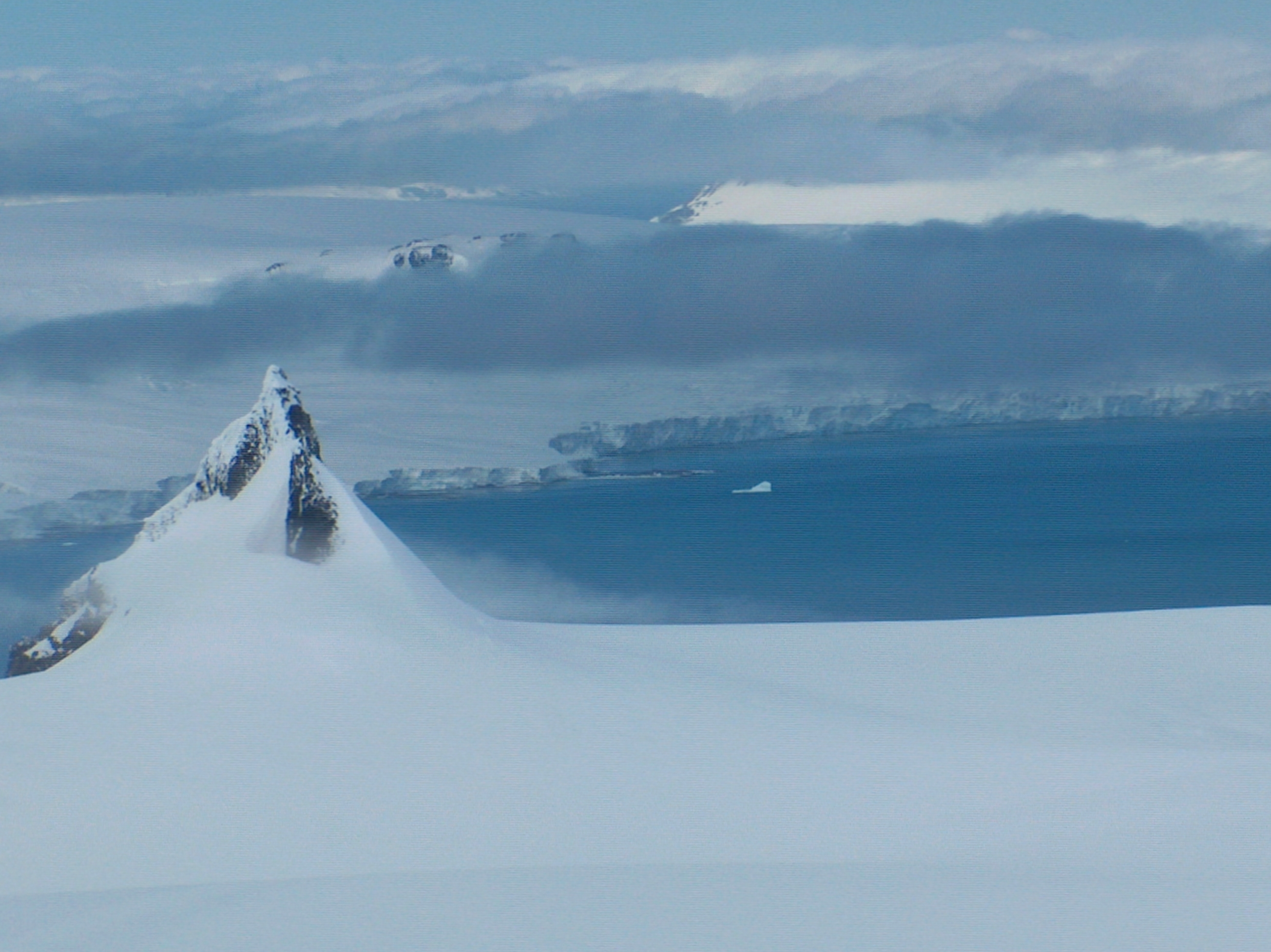

夏普峰是南極洲的山峰，位於南設得蘭群島中利文斯頓島的瓦爾納半島，屬於維丁高地的一部分，處於卡拉韋洛瓦角西南面2.38公里和伊諾特角以西3.28公里。
62°31′25.2″S 60°04′09.3″W / 62.523667°S 60.069250°W

## 外部連結
- SCAR Composite Antarctic Gazetteer（页面存档备份，存于）.